# Pentremites
Pentremites is een geslacht van uitgestorven blastoïden uit de klasse Blastoidea, dat leefde in het Carboon.

## Beschrijving
Deze 2,5 tot 5 centimeter hoge blastoide had een kleine, knopvormige beker, die zowel naar boven als naar onderen spits toeliep. Aan de onderzijde bevond zich een zeer klein hechtvlak voor de steel. Rond de brede en bladvormige ambulacraalgroeven bevonden zich kleine basale plaatjes en zeer lange zijplaatjes. Aan de bovenkant van de kelk bevonden zich verschillende openingen, waardoor sperma en eieren konden worden afgevoerd. Dit dier leefde op de zeebodem, waar het zich vasthechtte op de harde bodem. De normale kelkdiameter bedroeg ongeveer twee centimeter.

## Vondsten
Fossielen van dit dier werden gevonden in de Mississippi-vallei in de Verenigde Staten.